# Aimez-vous les femmes?
Aimez-vous les femmes? è un film del 1964 diretto da Jean Léon.

## Trama
Jerome Fenwick accetta l'invito a pranzo di sua zia Flo nel ristorante vegetariano "Nirvana". Da quel momento, i cadaveri cominciarono a distendersi sotto i suoi piedi, tutti uccisi da un pungiglione velenoso. Il ristorante è di una setta segreta di cannibali, che lo usano come copertura per trovare una bellissima giovane donna da servire come piatto principale per il loro sacrificio durante la luna piena.